# Top Off
"Top Off" é uma canção do DJ americano DJ Khaled, em colaboração com os rappers Jay Z, Future e a cantora Beyoncé. Os artistas co-escreveram a canção ao lado de Joe Zarrillo, que também produziu a obra com Khaled e Beyoncé. Seu lançamento ocorreu em 2 de março de 2018, como single principal do décimo primeiro álbum de Khaled, Father of Asahd.

## Lançamento e promoção
Em 28 de fevereiro de 2018, DJ Khaled anunciou que revelaria o título de seu próximo álbum de estúdio e o lançamento do single principal em 1 de maio de 2018. Antes do lançamento, Khaled postou um vídeo em que tocava a canção para o comediante Kevin Hart.

## Recepção crítica
"Top Off" recebeu avaliações mistas da crítica musical. De acordo com Gil Kaufman, da Billboard, "Top Off" é uma faixa fora da lei sobre fugir da polícia e aproveitar as coisas boas". Jon Caramanica, do The New York Times, não gostou do verso de Future, esrrevendo: "Depois do gancho e do pseudo-verso de Future, a música é um impressivo dueto entre Jay Z e Beyoncé." Larry Fitzmaurice, da Pitchfork, deu uma crítica negativa para a canção, escrevendo: "Mais branda do que bizarramente bem sucedida, provando que, muitas vezes, o sucesso de Khaled é sufocado por sua fanfarrice." Opinou, ainda, que a personalidade dos artistas "são simplesmente dicotômicas para produzir algo convincente". Pat King, da revista Metro, classificou a canção como "uma das músicas mais engraçadas da história atual sobre fugir da polícia". Adreon Patterson, da revista Paste, sentiu que "a faixa é menor que o esperado considerando o status musical dos colaboradores". Servindo como uma continução de "Shining" e "I Got the Keys, "Top Off" é decepcionante e anticlimático". Tom Breihan, do blog Stereogum, elogiou Khaled por fazer a música soar como "um evento de fama em função das celebridades" e por fazer "uma música de verdade". Lauren O'Neill, da publicação Noisey, elogiou a capacidade de Beyoncé de "bater de frente com todos os outros rappers em razão de sua habilidade musical". Bianca Gracie, da revista Fuse, assinala a canção como uma carência de inovação e seu teor imemorável, dizendo: "Jay Z e Beyoncé merecem uma batida mais forte em seus versos; a produção juvenil do SoundCloud não lhes fez nenhum favor, especialmente na parte de abertura de Beyoncé."

## Créditos
Os créditos foram adaptados das informações obtidas pelo Tidal.
Artistas
- DJ Khaled – composição, produção, vocais
- Jay-Z – composição, vocais
- Future – composição, vocais
- Beyoncé – composição, produção, vocais
- Joe Zarrillo – composição e produção adicionais

Equipe técnica
- Manny Marroquin – engenharia de mixagem
- Chris Athens – engenharia de masterização
- Chris Galland – engenharia
- Robin Florent – assistência de engenharia
- Scott Desmarais – assistência de engenharia
- Juan Peña – engenharia de gravação
- Young Guru – engenharia de gravação

## Desempenho nas tabelas musicais

### Posições
| Tabela musical (2018)                          | Melhor posição |
| ---------------------------------------------- | -------------- |
| Austrália (ARIA)                               | 32             |
| Canadá (Canadian Hot 100)                      | 48             |
| O campo songid é OBRIGATÓRIO PARA PARADA ALEMÃ | 98             |
| Irlanda (IRMA)                                 | 67             |
| Nova Zelândia (RMNZ)                           | 5              |
| Portugal (AFP)                                 | 72             |
| Escócia (Scottish Singles Chart)               | 67             |
| Suécia (Sverigetopplistan)                     | 60             |
| Suíça (Schweizer Hitparade)                    | 66             |
| Reino Unido (UK Singles Chart)                 | 41             |
| Estados Unidos (Billboard Hot 100)             | 22             |
| Estados Unidos (Billboard R&B/Hip-Hop Songs)   | 14             |
| Estados Unidos (Billboard Rhythmic)            | 11             |

## Histórico de lançamento
| Região         | Data                | Formato                  | Gravadora                            | Ref.   |
| -------------- | ------------------- | ------------------------ | ------------------------------------ | ------ |
| Mundo          | 2 de março de 2018  | Download digital         | Epic                                 | [ 14 ] |
| Itália         | 2 de março de 2018  | Contemporary hit radio   | Sony                                 | [ 27 ] |
| Estados Unidos | 6 de março de 2018  | Urban contemporary radio | We the Best Roc Nation Columbia Epic | [ 28 ] |
| Reino Unido    | 10 de março de 2018 | Contemporary hit radio   | RCA                                  | [ 29 ] |
| Estados Unidos | 13 de março de 2018 | Urban contemporary radio | We the Best Roc Nation Columbia Epic | [ 30 ] |